# Imaginago
Thiago Augusto da Costa Ferreira, mais conhecido como Imaginago (Queimados, 11 de março de 1996) é um escritor, roteirista e YouTuber, conhecido pelos seus vídeos no YouTube. Recebeu destaque após publicar vídeos sobre Rei Leão, e outras animações famosas. Atualmente, no seu canal principal, conta com mais de 2,240 milhões de inscritos no YouTube, sendo o maior canal do Youtube sobre animações no Brasil, no seu canal de games, ele conta com 135 mil inscritos.

## Biografia
Nasceu em Queimados, cidade do estado do Rio de Janeiro, e não saiu de lá até os seus 21 anos. No ano de 2016, Thiago estava desempregado e sonhava em trabalhar com YouTube, muito em virtude da grande admiração que o mesmo possuía pela liberdade criativa que a plataforma oferece a quem se propõe a criar na plataforma. Imaginago sempre desenvolveu teorias e teve uma atenção especial aos detalhes de filmes animados. Após estudar o algoritmo do YouTube por quatro meses, ele lançou seu primeiro vídeo no canal Imaginago. O título do canal (que virou seu apelido) é uma junção de seu nome "Thiago" com o prefixo "imagi", oriunda da palavra imaginação. 
Apostando no mundo das animações, mais especificamente na criação de teorias e análise de curiosidades sobre animações clássicas e atuais, Imaginago lançou algo que nunca havia sido visto antes no YouTube brasileiro: um canal que não só falava sobre animações, como produzia conteúdo sobre elas.
Apenas 5 meses depois, o canal Imaginago havia alcançado a marca de 100 mil inscritos. No ano seguinte, chegou a 1 milhão, e, atualmente, possui 2,14 milhão de inscritos. Imaginago é figura recorrente na página de recomendados do YouTube quando o assunto é animações.
Além disso participou fazendo a voz de 2 personagens na webssérie de animação Sociedade da Virtude de sendo seus personagens "O Homem Capivara" e ele mesmo.

### Livro
Em 2018, Imaginago lançou o seu primeiro livro, chamado O Incrível Mundo das Animações, da editora Universo dos Livros. Nele, estão reunidos 30 filmes da Disney que mais marcaram a sua vida e explicou o que ele aprendeu com cada um deles. No livro, ele garante que tentou manter a sua filosofia principal, que é a de que animação nunca foi e nunca será um filme exclusivo para as crianças.

### ImagiTalk Show
Lançado no dia 20 de abril de 2019, o programa ImagiTalk Show é um projeto de expansão do canal de Thiago Ferreira e tem como novidade falar sobre conteúdos de animações com uma proposta diferente. Trazendo ao programa grandes nomes da dublagem brasileira de filmes de animações como Guilherme Briggs (dublador de Buzz Ligthyear, Superman, Mickey Mouse, Rei Julian, Cosmo e outros), Charles Emmanuel (dublador de Ben 10, Rigby, Mutano, BMO, Ono e outros), Luisa Palomanes (dubladora de Hermione, Icarly, Iris West, Mantis, Merida e outros) e outros diversos ícones da dublagem. Imaginago dá voz ao seu programa e cria conversas com os seus convidados sobre o mundo da animação.
Dia 12 de março de 2020, Imaginago anuncia em seu Twitter o adiamento da segunda temporada do ImagiTalk Show por conta da pandemia do coronavírus, que estava prevista para estrear em abril e não há mais data prevista.

### Portal de Notícias
No dia 6 de fevereiro de 2025, Thiago Ferreira anunciou em suas redes sociais a criação do seu portal de notícias, o imaginews. Este se trata no primeiro portal de notícias completamente focado em animações do Brasil.